# 石川潤次郎
石川 潤次郎（いしかわ じゅんじろう、天保7年8月1日（1836年9月11日） - 元治元年6月5日（1864年7月8日））は、幕末期に土佐藩に仕えていた足軽。諱は直義、または真義。
土佐国土佐郡鉄砲町出身。父は足軽の石川音作。武市瑞山の土佐勤王党に参加。元治元年（1864年）、土佐藩の命を受けて京都黒谷の三条実美別宅の警備を勤めていた。同年6月5日、土佐藩士野老山吾吉郎を池田屋に訪ねる途中、池田屋事件にて新選組を援助するために動員された会津藩・彦根藩兵に阻止されて争いとなり、数名を負傷させるが斬られて路上で死亡した。享年29。明治31年（1898年）、正五位を贈られる。